# Demografía de Columbia Británica
De acuerdo al censo de Canadá de 2016, Columbia Británica tiene una población de 4 648 055 habitantes, lo que la convierte en la tercera provincia más poblada del país, detrás de Ontario y Quebec, lo que equivale al 13.2% en proporción respecto a la población nacional y con una tasa de incremento demográfico medio anual de un 4.9%. 
Hacia 2017 se estimó una población de 4 841 078 habitantes.

## Estadísticas Vitales
Tasa de natalidad: 9.7 nacimientos p/1,000 (Canadá = ~11)
Tasa de mortalidad: ?
Tasa de mortalidad infantil: 4.0 muertes p/1,000 nacidos vivos
Esperanza de vida al nacer: 81.12 años
Tasa global de fecundidad: 1.4 niños p/mujer (Canadá = 1.61)

### Población deColumbia Británicadesde 1851
| Año  | Población | Δ% Quinquenal | Δ% Decenal | Ranking entre Provincias |
| ---- | --------- | ------------- | ---------- | ------------------------ |
| 1851 | 55,000    | n/a           | n/a        | 6                        |
| 1861 | 51,524    | n/a           | -6.3       | 6                        |
| 1871 | 36,247    | n/a           | -29.7      | 7                        |
| 1881 | 49,459    | n/a           | 36.4       | 8                        |
| 1891 | 98,173    | n/a           | 98.5       | 8                        |
| 1901 | 178,657   | n/a           | 82.0       | 6                        |
| 1911 | 392,480   | n/a           | 119.7      | 6                        |
| 1921 | 524,582   | n/a           | 33.7       | 6                        |
| 1931 | 694,263   | n/a           | 32.3       | 6                        |
| 1941 | 817,861   | n/a           | 17.8       | 6                        |
| 1951 | 1,165,210 | n/a           | 42.5       | 3                        |
| 1956 | 1,398,464 | 20.0          | n/a        | 3                        |
| 1961 | 1,629,082 | 16.5          | 39.8       | 3                        |
| 1966 | 1,873,674 | 15.0          | 34.0       | 3                        |
| 1971 | 2,184,620 | 16.6          | 34.1       | 3                        |
| 1976 | 2,466,610 | 12.9          | 31.6       | 3                        |
| 1981 | 2,744,467 | 11.3          | 25.6       | 3                        |
| 1986 | 2,883,370 | 5.1           | 16.9       | 3                        |
| 1991 | 3,282,061 | 13.8          | 19.6       | 3                        |
| 1996 | 3,724,500 | 13.5          | 29.2       | 3                        |
| 2001 | 3,907,738 | 4.9           | 19.1       | 3                        |

Fuente: Statistique Canada

## Estructura por Edades
|                  | Hombre    | Hombre   | Mujeres   | Mujeres  |
| Grupo Quinquenal | Absoluto  | Relativo | Absoluto  | Relativo |
| 0-4              | 105,808   | 2.4%     | 100,116   | 2.2%     |
| 5-9              | 117,909   | 2.8%     | 111,383   | 2.6%     |
| 10-14            | 133,809   | 3.1%%    | 126,388   | 3.0%     |
| 15-19            | 143,449   | 3.4%     | 136,227   | 3.2%     |
| 20-24            | 155,369   | 3.7%     | 147,770   | 3.5%     |
| 25-29            | 139,521   | 3.3%     | 138,299   | 3.3%     |
| 30-34            | 144,788   | 3.4%     | 145,869   | 3.4%     |
| 35-39            | 155,429   | 3.7%     | 158364    | 3.7%     |
| 40-44            | 177,381   | 4.2%     | 179,216   | 4.2%     |
| 45-49            | 172,786   | 4.1%     | 177,082   | 4.2%     |
| 50-54            | 157,596   | 3.7%     | 159,965   | 3.8%     |
| 55-59            | 138,096   | 3.2%     | 139,772   | 3.3%     |
| 60-64            | 101,610   | 2.4%     | 103,764   | 2.4%     |
| 65-69            | 80,051    | 1.9%     | 82,363    | 1.9%     |
| 70-74            | 70,060    | 1.6%     | 72,493    | 1.7%     |
| 75-79            | 54,572    | 1.3%     | 64,344    | 1.5%     |
| 80-84            | 36,304    | 0.8%     | 53,047    | 1.2%     |
| 85+              | 24,544    | 0.6%     | 48,978    | 1.1%     |
| Totales          | 2,109,082 | 49.6%    | 2,145,440 | 50.4%    |

Fuente: BC Stats

## Origen Étnicos
| Origen Étnico  | Población | Porcentaje |
| -------------- | --------- | ---------- |
| Inglés         | 1,144,335 | 25.58%     |
| Canadiense     | 939,460   | 24.28%     |
| Escocés        | 748,905   | 19.36%     |
| Irlandés       | 562,895   | 14.55%     |
| Alemán         | 500,675   | 12.94%     |
| Chino          | 373,830   | 9.66%      |
| Francés        | 331,535   | 8.57%      |
| Indocanadiense | 183,650   | 4.75%      |
| Holandés       | 180,635   | 4.67%      |
| Ucraniano      | 178,880   | 4.62%      |
| Amerindio      | 175,085   | 4.53%      |
| Italiano       | 126,420   | 3.27%      |
| Noruego        | 112,045   | 2.90%      |
| Polaco         | 107,340   | 2.77%      |
| Sueco          | 89,630    | 2.32%      |
| Galés          | 86,710    | 2.24%      |
| Ruso           | 86,110    | 2.23%      |
| Filipino       | 69,345    | 1.79%      |
| Estadounidense | 59,075    | 1.53%      |
| Danés          | 49,685    | 1.28%      |
| Métis          | 45,455    | 1.17%      |
| Húngaro        | 43,515    | 1.12%      |

Fuente: Statistique Canada

### Grupos Étnicos
La provincia de Columbia Británica tiene una población multiétnica, debido a la fuerte inmigración que venido registrándose desde hace unos 30 años. Los asiáticos, son la minoría de mayor peso demográfico, sobre todo en el área de Lower Mainland, siendo las comunidades de Chinos, Japoneses, Filipinos y Coreanos; entre las más grandes en la región. La comunidad de Punjabis tiene una población considerable, especialmente en la ciudad de Surrey y en el Sur de Vancouver. 
Existen también grupos étnicos europeos de primera y segunda generación, entre los que destacan: alemanes, escandinavos, yugoslavos e italianos. Las terceras generaciones de europeos, se han ido fusionando con otros grupos étnicos, dando origen a una nueva generación de canadienses.
Fuente de Información: Statistique Canada. "British Columbia ethno-cultural profile" (En inglés)

## Religiones
| Población por Religión, Canadá y Columbia Británica Censo de 2001                                                                      | Canadá     | Canadá | Columbia Británica | Columbia Británica |
| --- | ---------- | ------ | ------------------ | ------------------ |
| | Cantidad   | %      | Cantidad           | %                  |
| Población Total | 29,639,035 |        | 3,868,875          |                    |
| No religiosos | 4,900,090  | 17%    | 1,388,300          | 36%                |
| Protestantes | 8,654,850  | 29%    | 1,213,295          | 31%                |
| Católicos | 12,936,905 | 44%    | 675,320            | 17%                |
| Otros Cristianos | 780,450    | 3%     | 200,345            | 5%                 |
| Sikh | 278,410    | 1%     | 135,310            | 3%                 |
| Budistas | 300,345    | 1%     | 85,540             | 2%                 |
| Musulmanes | 579,640    | 2%     | 56,220             | 1%                 |
| Ortodoxos | 479,620    | 2%     | 35,655             | 1%                 |
| Hindúes | 297,200    | 1%     | 31,500             | 1%                 |
| Judíos | 329,995    | 1%     | 21,230             | 1%                 |
| Religiones Orientales | 37,550     | 0%     | 9,970              | 0%                 |
| Otras Religiones | 63,975     | 0%     | 16,205             | 0%                 |
| Fuente: Estadísticas de Canadá, censo de 2001 https://web.archive.org/web/20070219052816/http://www40.statcan.ca/l01/cst01/demo30c.htm |            |        |                    |                    |

## Idiomas
| Idioma(s) el más común                        | Total     | %      | Hombres   | Mujeres   |
| --------------------------------------------- | --------- | ------ | --------- | --------- |
| Inglés únicamente                             | 2,825,780 | 73.03% | 1,403,230 | 1,422,545 |
| Francés únicamente                            | 54,405    | 1.41%  | 27,340    | 27,060    |
| Ambos, inglés y francés                       | 6,784     | 0.18%  | 3,360     | 3,452     |
| Otras lenguas                                 | 981,910   | 25.38% | 470,145   | 511,765   |
| Fuente: Estadísticas de Canadá, censo de 2001 |           |        |           |           |